# Anne Davies
Anne Davies Rieley (* 21. Dezember 1930 in Pennsylvania; † 25. Februar 1995 in Leesburg, Virginia) war eine US-amerikanische Eiskunstläuferin, die im Paarlauf und im Eistanz startete.
Zusammen mit ihrem Eislaufpartner Carleton Hoffner gewann sie bei der Weltmeisterschaft 1949 in Paris die Bronzemedaille hinter den Ungarn Andrea Kékesy und Ede Király und ihren Landsleuten Karol und Peter Kennedy.
Im Eistanz wurden Davies und Hoffner 1946 US-Meister.

## Ergebnisse

### Paarlauf
(mit Carleton Hoffner)
| Wettbewerb / Jahr                | 1949 | 1950 |
| -------------------------------- | ---- | ---- |
| Weltmeisterschaften              | 3.   |      |
| US-amerikanische Meisterschaften | 3.   | 3.   |

| Personendaten    | Personendaten                            |
| ---------------- | ---------------------------------------- |
| NAME             | Davies, Anne                             |
| ALTERNATIVNAMEN  | Rieley, Anne Davies (vollständiger Name) |
| KURZBESCHREIBUNG | US-amerikanische Eiskunstläuferin        |
| GEBURTSDATUM     | 21. Dezember 1930                        |
| GEBURTSORT       | Pennsylvania                             |
| STERBEDATUM      | 25. Februar 1995                         |
| STERBEORT        | Leesburg, Virginia                       |